# Gangaray Dance Company
A Gangaray Dance Company 2004-ben alapított, Harangozó-díjas kortárstánc társulat Budapesten.

## Története
A Gangaray Dance Company 2004-ben jött létre, az akkor 26 éves Hámor József alapította.
Ebben az évben a Gangaray mese volt az első produkciójuk, ami már a társulat hivatalos megalakulása után jött létre. A következő években több díjat nyertek, többek között a Veszprémi összművészeti fesztivál legjobb koreográfia díját.

## Tevékenysége, Gangaray Trambulin
A társulat rendszeres tevékenységet folytat Budapesten, a Trafó Művészetek Házában is.
A produkció mellett a társulat egyik legfontosabb tevékenysége a Gangaray Trambulin, ami egy rendszeresen jelentkező többnapos, nemzetközi kortárstánc kurzus.